# ترايتراياكونتان
| الخواص العامة للترايتراياكونتان | الخواص العامة للترايتراياكونتان |
| ------------------------------- | ------------------------------- |
| الصيغة الكيميائية               | C33H68                          |
| رقم CAS                         | 630-05-7                        |
| الوزن الجزيئي                   | 464.9002                        |
| الخواص الفيزيائية               |                                 |
| نقطة الذوبان                    | 70 to 72 °C                     |

الترايتراياكونتان، هو أحد الألكانات الهيدروكربونية، كما أنه أحد المواد الطبيعية المضادة للتأكسد وله الصيغة البنائية C33H68، وله الصيغة البنائية: CH3(CH2)31CH3
الترايتراياكونتانات لها يكون لها شكل الرقائق البيضاء، تحترق بشدة وتفاوت مع المواد المؤكسدة القوية. الترايتراياكونتان له تأثير ضار على العين والجلد.